# Gazza sulla forca
La Gazza sulla forca è un dipinto a olio su tavola (45,9x50,8 cm) di Pieter Bruegel il Vecchio, datato 1568 e conservato nell'Hessisches Landesmuseum di Darmstadt. È firmato "BRVEGEL 1568".

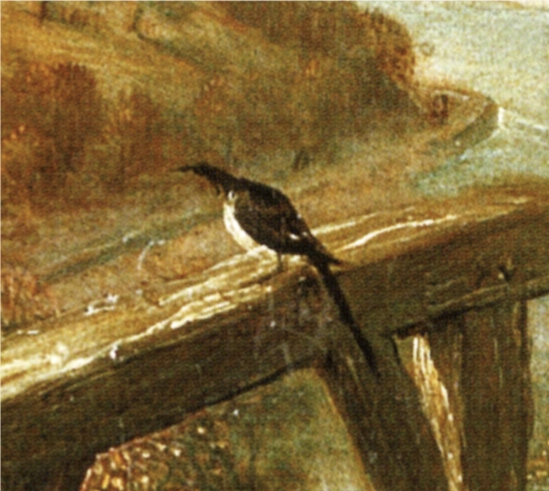
Dettaglio

## Storia
Van Mander riportò come il dipinto venne lasciato dal pittore morente alla moglie, dicendole come esso simboleggi "le malelingue che sono degne della forca" e chiedendole nella stessa occasione di bruciare una serie di stampe dal contenuto satirico "troppo mordace", temendo che potessero poi procurare loro dei fastidi. 

## Descrizione e stile
Un vasto e arioso paesaggio occupa circa due terzi del dipinto, che grazie al punto di vista rialzato e all'abile uso della prospettiva aerea, si allontana a perdita d'occhio tra boschi, villaggi, rocche con castelli, città murate e fiumi. In primo piano è collocata una forca, sinistramente inclinata, sulla quale si è posata una gazza, simbolo tradizionale della Vanitas. La forca è costruita usando un paradosso di prospettiva: la parte superiore infatti sembra andare in profondità verso destra, mentre in quella inferiore i piedi della forca sono sullo stesso piano, anzi quello destro sembra quasi più vicino allo spettatore. Un'altra gazza è posata sullo spuntone di un tronco, in primo piano davanti alla forca. Leggermente a destra e in basso rispetto al piede della forca, si scorge un teschio di animale, forse un cavallo o un asino, con probabile intento simbolico e sarcastico. A sinistra un gruppo di ballerini paesani è accompagnato da un suonatore di zampogna e circondato da un gruppetto di curiosi: forse sono saliti fin qui dal villaggio, che si vede a sinistra, in occasione della festa per la consacrazione di una chiesa. Gli uomini in primo piano a sinistra rimandano l'attenzione dello spettatore verso la forca, indicandola, mentre alle loro spalle, nell'ombra, un uomo è accovacciato mentre espleta i propri bisogni corporali.
A destra si intravedono una croce di legno e in lontananza un mulino ad acqua, forse metafora del chiacchiericcio (il cui suono ricorda quello del gorgoglio) e della sua stigmatizzazione, come nel detto popolare "mandare qualcuno al capestro con le chiacchiere", cioè eliminare le maldicenze. L'intera rappresentazione sembrerebbe quindi mettere in scena le debolezze e la stoltezza umana, alle quali fa da contrasto l'immutabilità della natura; si crea però una sorta di precario equilibrio tra il timore e i pericoli del futuro incerto e la tranquillità derivata dalla leggerezza del presente.